# Campeonato Europeo de Patinaje Artístico sobre Hielo de 1929
El XXVII Campeonato Europeo de Patinaje Artístico sobre Hielo se realizó en Davos (Suiza) en enero de 1929. Fue organizado por la Unión Internacional de Patinaje sobre Hielo (ISU) y la Federación Suiza de Patinaje sobre Hielo.

## Resultados
| Puesto | Nombre         | País    | Puntos |
| ------ | -------------- | ------- | ------ |
| Oro    | Karl Schäfer   | Austria |        |
| Plata  | Georg Gautschi | Suiza   |        |
| Bronce | Ludwig Wrede   | Austria |        |

## Medallero
| Núm. | País    | Oro | Plata | Bronce | Total |
| ---- | ------- | --- | ----- | ------ | ----- |
| 1    | Austria | 1   | 0     | 1      | 2     |
| 2    | Suiza   | 0   | 1     | 0      | 1     |
|      | TOTAL   | 1   | 1     | 1      | 3     |